# Peyrelevade
Peyrelevade település Franciaországban, Corrèze megyében. Lakosainak száma 831 fő (2022. január 1.). Peyrelevade Millevaches, Faux-la-Montagne, Féniers, Saint-Merd-les-Oussines, Gentioux-Pigerolles, Saint-Setiers és Tarnac községekkel határos.

## Népesség
A település népességének változása:
| Lakosok száma | 1181 | 1119 | 1012 | 838  | 803  | 799  | 850  | 830  | 830  | 831  |
|               | 1968 | 1982 | 1990 | 2006 | 2013 | 2015 | 2017 | 2019 | 2020 | 2022 |